# Tennis de table aux Jeux européens
Les compétitions de tennis de table aux Jeux européens sont organisées depuis 2015. 

## Épreuves au programme
Il y a cinq épreuves, le simple messieurs, le simple dames, les par équipes messieurs et dames et le double mixte.
L'épreuve par équipes se déroule comme aux Jeux olympiques. Il y a 3 pongistes par équipes et un remplaçant. Chaque rencontre se dispute en quatre matchs de simple et un de double (au meilleur des 5 rencontres, l'ordre du déroulement de ces dernières est toujours le même : successivement, deux simples d'abord, suivi de double ensuite, si les deux équipes sont à 2:1, il y aura un ou deux simples pour départager le vainqueur).
| Épreuves              | 2015 | 2019 | 2023 |
| --------------------- | ---- | ---- | ---- |
| Simple messieurs      | •    | •    | •    |
| Messieurs par équipes | •    | •    | •    |
| Simple dames          | •    | •    | •    |
| Dames par équipes     | •    | •    | •    |
| Double mixte          |      | •    | •    |
| Total                 | 4    | 5    | 5    |

## Résultats masculins[1]

### Simple messieurs
| Édition        | Or                 | Argent            | Bronze         |
| -------------- | ------------------ | ----------------- | -------------- |
| Cracrovie 2023 | Félix Lebrun       | Marcos Freitas    | Alexis Lebrun  |
| Minsk 2019     | Timo Boll          | Jonathan Groth    | Tomislav Pucar |
| Bakou 2015     | Dimitrij Ovtcharov | Vladimir Samsonov | Kou Lei        |

### Par équipes messieurs
| Édition        | Or                                                                       | Argent                                                                       | Bronze                                                          |
| -------------- | ------------------------------------------------------------------------ | ---------------------------------------------------------------------------- | --------------------------------------------------------------- |
| Cracrovie 2023 | Allemagne- Dang Qiu - Dimitrij Ovtcharov - Patrick Franziska - Timo Boll | Suède- Anton Källberg - Kristian Karlsson - Truls Möregårdh - Simon Berglund | France- Félix Lebrun - Alexis Lebrun - Simon Gauzy - Can Akkuzu |
| Minsk 2019     | Allemagne- Dimitrij Ovtcharov - Patrick Franziska - Timo Boll            | Suède- Mattias Falck - Kristian Karlsson - Jon Persson (de)                  | Portugal- Tiago Apolónia - João Geraldo - Marcos Freitas        |
| Bakou 2015     | Portugal- Tiago Apolónia - João Monteiro - Marcos Freitas                | France- Simon Gauzy - Emmanuel Lebesson - Adrien Mattenet                    | Autriche- Robert Gardos - Daniel Habesohn - Stefan Fegerl       |

## Résultats féminins[1]

### Simple dames
| Édition        | Or               | Argent        | Bronze           |
| -------------- | ---------------- | ------------- | ---------------- |
| Cracrovie 2023 | Bernadette Szőcs | Xiao Xin Yang | Elizabeta Samara |
| Minsk 2019     | Fu Yu            | Han Ying      | Ni Xia Lian      |
| Bakou 2015     | Li Jiao          | Li Jie        | Melek Hu         |

### Par équipes dames
| Édition       | Or                                                                               | Argent                                                             | Bronze                                                                       |
| ------------- | -------------------------------------------------------------------------------- | ------------------------------------------------------------------ | ---------------------------------------------------------------------------- |
| Cracovie 2023 | Roumanie- Bernadette Szőcs - Elizabeta Samara - Adina Diaconu - Andreea Dragoman | Allemagne- Nina Mittelham - Han Ying - Shan Xiaona - Sabine Winter | Portugal- Fu Yu - Shao Jieni - Matilde Pinto - Ines Matos                    |
| Minsk 2019    | Allemagne- Nina Mittelham - Han Ying - Shan Xiaona                               | Roumanie- Bernadette Szőcs - Elizabeta Samara - Daniela Dodean     | Pologne- Li Qian - Natalia Partyka - Natalia Bajor (pl)                      |
| Bakou 2015    | Allemagne- Petrissa Solja - Han Ying - Shan Xiaona                               | Pays-Bas- Li Jiao - Li Jie - Britt Eerland                         | Tchéquie- Hana Matelová (de) - Renáta Štrbíková (de) - Iveta Vacenovská (de) |

## Double mixte
| Édition       | Or                                            | Argent                                      | Bronze                                      |
| ------------- | --------------------------------------------- | ------------------------------------------- | ------------------------------------------- |
| Cracovie 2023 | Allemagne- Dang Qiu - Nina Mittelham          | Hongrie- Nándor Ecseki - Dóra Madarász      | Roumanie- Ovidiu Ionescu - Bernadette Szőcs |
| Minsk 2019    | Allemagne- Patrick Franziska - Petrissa Solja | Roumanie- Ovidiu Ionescu - Bernadette Szőcs | France- Tristan Flore - Laura Gasnier       |

## Tableau des médailles
| Rang  | Nation             | Or | Argent | Bronze | Total |
| ----- | ------------------ | -- | ------ | ------ | ----- |
| 1     | Allemagne          | 8  | 2      | 0      | 10    |
| 2     | Roumanie           | 2  | 2      | 2      | 6     |
| 3     | Portugal           | 2  | 1      | 2      | 5     |
| 4     | Pays-Bas           | 1  | 2      | 0      | 3     |
| 5     | France             | 1  | 1      | 3      | 5     |
| 6     | Suède              | 0  | 2      | 0      | 2     |
| 7     | Hongrie            | 0  | 1      | 0      | 1     |
| 7     | Monaco             | 0  | 1      | 0      | 1     |
| 7     | Danemark           | 0  | 1      | 0      | 1     |
| 7     | Biélorussie        | 0  | 1      | 0      | 1     |
| 11    | Luxembourg         | 0  | 0      | 1      | 1     |
| 11    | République Tchèque | 0  | 0      | 1      | 1     |
| 11    | Turquie            | 0  | 0      | 1      | 1     |
| 11    | Pologne            | 0  | 0      | 1      | 1     |
| 11    | Autriche           | 0  | 0      | 1      | 1     |
| 11    | Croatie            | 0  | 0      | 1      | 1     |
| 11    | Ukraine            | 0  | 0      | 1      | 1     |
| Total | Total              | 14 | 14     | 14     | 42    |